# Satyrus coeca
Satyrus coeca är en fjärilsart som beskrevs av Ramon Agenjo Cecilia 1963. Satyrus coeca ingår i släktet Satyrus och familjen praktfjärilar. Inga underarter finns listade.